# طوس‌کلا
طوس‌کلا، روستایی است از توابع بخش مرکزی شهرستان نکا در استان مازندران ایران.

## جمعیت
این روستا در دهستان قره‌طغان قرار دارد و براساس سرشماری مرکز آمار ایران در سال ۱۳۸۵، جمعیت آن ۱۶۱۸ نفر (۴۱۸خانوار) بوده‌است. مردم طوس کلا از قومیت طبری هستند. مردم طوس کلا به زبان طبری (مازندرانی) سخن میگویند.
طوسکلا بهترین روستای دنیاست ....